# Fősorozat

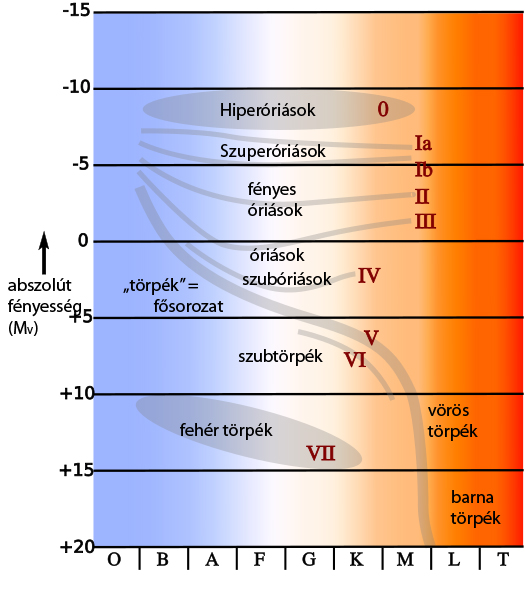
A Hertzsprung–Russell-diagram egy csillag fényességét (vagy abszolút fényességét) ábrázolja a színindexével (B-V) szemben. A fősorozat egy markáns átlós sávként látható, amely a bal felső sávtól a jobb alsó sávig tart.

A csillagászatban a fősorozat a csillagok folyamatos és jellegzetes sávja, amely a csillagok színének és fényességének függvényében ábrázolt ábrákon jelenik meg. Ezeket a szín-nagyság ábrákat Hertzsprung–Russell-diagramoknak nevezik, társfejlesztőik, Ejnar Hertzsprung és Henry Norris Russell után. Az ezen a sávon található csillagokat fő-sorozatú csillagoknak vagy törpecsillagoknak nevezik. Ezek a világegyetemben a legnagyobb számú valódi csillagok, és ide tartozik a Nap is.
A csillag a kondenzáció és a gyulladás után a sűrű magterületén a hidrogén héliummá történő magfúziója révén termikus energiát termel. A csillag életének ebben a szakaszában a fősorozatban helyezkedik el, egy olyan pozícióban, amelyet elsősorban a tömege határoz meg, de a kémiai összetétele és a kora alapján is. A fősorozatú csillagok magja hidrosztatikus egyensúlyban van, ahol a forró magból kifelé irányuló termikus nyomást ellensúlyozza a felette lévő rétegek gravitációs összeomlásából származó befelé irányuló nyomás. Az energiatermelés sebességének a hőmérséklettől és a nyomástól való erős függése segít fenntartani ezt az egyensúlyt. A magban keletkező energia eljut a felszínre, és a fotoszférában kisugárzik. Az energiát vagy sugárzás vagy konvekció szállítja, az utóbbi a meredekebb hőmérsékleti gradiensű, nagyobb opacitású vagy mindkettővel rendelkező régiókban fordul elő.
A fősorozatot néha felső és alsó részekre osztják, aszerint, hogy a csillag milyen domináns folyamatot használ az energiatermeléshez. A Nap, valamint a Nap tömegének kb. másfélszerese (1,5 M☉) alatti fősorozatú csillagok elsősorban hidrogénatomokat olvasztanak össze egy sorozatos lépésekben héliummá, a proton-proton láncnak nevezett folyamat során. 
E tömeg felett, a felső fősorozatban a magfúziós folyamat elsősorban szén-, nitrogén- és oxigénatomokat használ fel közvetítőként a CNO-ciklusban, amely hidrogénatomokból héliumot állít elő. A két naptömegnél nagyobb tömegű fősorozatú csillagok magterületén konvekció megy végbe, amely felkavarja az újonnan keletkező héliumot, és fenntartja a fúzióhoz szükséges üzemanyag arányát. E tömeg alatt a csillagok magja teljesen sugárzó, a felszínhez közeli konvektív zónákkal. A csillagtömeg csökkenésével a csillag konvektív burkot alkotó részaránya folyamatosan növekszik. A 0,4 M☉ alatti fősorozatú csillagok teljes tömegükben konvekciót folytatnak. Ha a magkonvekció nem következik be, egy héliumban gazdag mag alakul ki, amelyet egy külső hidrogénréteg vesz körül.
Minél nagyobb tömegű egy csillag, annál rövidebb az élettartama a fősorozaton. Miután a magban lévő hidrogén üzemanyag elfogyott, a csillag a HR-diagramon a fősorozattól távolodva szuperóriássá, vörös óriássá vagy közvetlenül fehér törpévé fejlődik.

## Kialakulás és fejlődés
Amikor egy protocsillag a helyi csillagközi közegben lévő óriási molekuláris gáz- és porfelhő összeomlásából keletkezik, a kezdeti összetétel végig homogén, és tömegét tekintve körülbelül 70%-ban hidrogénből, 28%-ban héliumból és nyomokban más elemekből áll. A csillag kezdeti tömege a felhőben uralkodó helyi körülményektől függ. (Az újonnan keletkezett csillagok tömegeloszlását empirikusan a kezdeti tömegfüggvény írja le.). A kezdeti összeomlás során ez a főáramlás előtti csillag gravitációs összehúzódás révén energiát termel. Amint a csillagok kellően sűrűek, elkezdik a hidrogént héliummá alakítani, és exoterm magfúziós folyamat révén energiát adnak le.
Amikor a hidrogén magfúziója válik a domináns energiatermelési folyamattá, és a gravitációs összehúzódásból nyert többletenergia elveszett, a csillag a Hertzsprung-Russell-diagram (vagy HR-diagram) egy görbéje mentén helyezkedik el, amelyet standard fősorozatnak nevezünk. A csillagászok ezt a szakaszt néha "zéró korú fősorozatnak", vagy ZAMS-nek nevezik. A ZAMS-görbe kiszámítható a csillagok tulajdonságainak számítógépes modelljeivel azon a ponton, amikor a csillagok elkezdik a hidrogénfúziót. Ettől a ponttól kezdve a csillagok fényessége és felszíni hőmérséklete jellemzően növekszik a korral.
Egy csillag a kezdeti pozíciója közelében marad a fősorozaton, amíg a magban lévő hidrogén jelentős része el nem fogy, majd elkezd fényesebb csillaggá fejlődni. (A HR-diagramon a fejlődő csillag a fősorozattól jobbra és feljebb halad). A fősorozat tehát a csillag életének elsődleges hidrogénégető szakaszát jelenti.

## Tulajdonságok

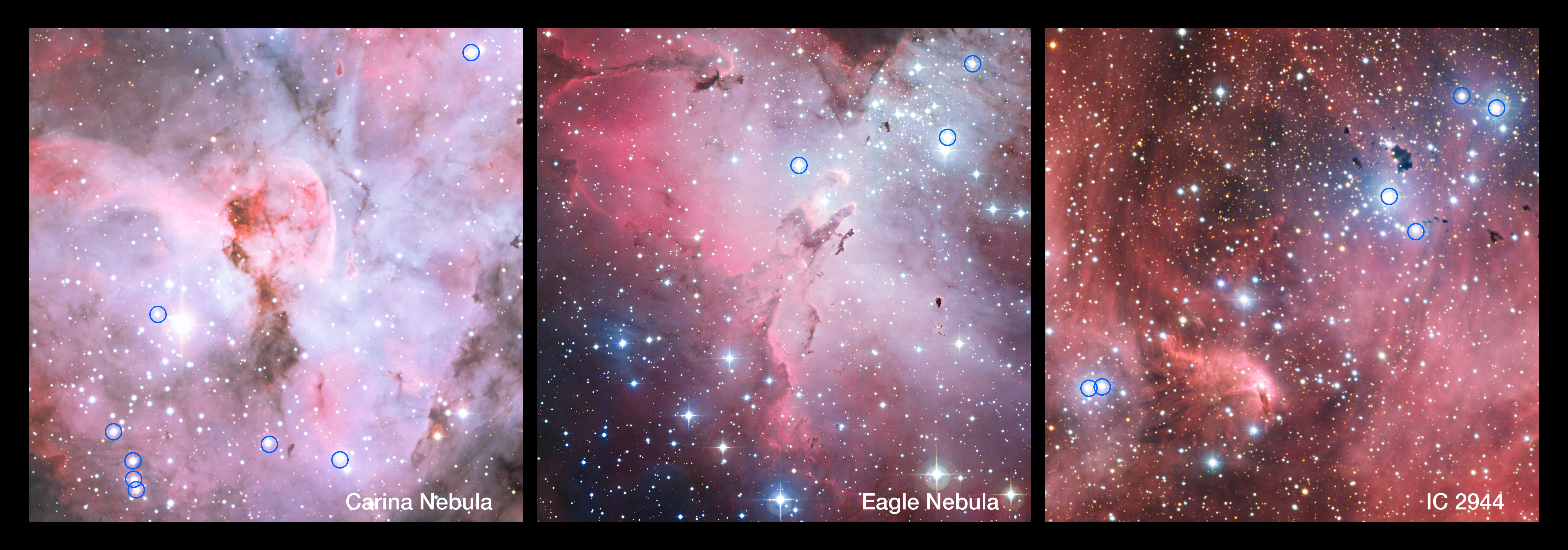
Ezek a látványos panorámaképek a Carina-köd (balra), a Sas-köd (középen) és az IC 2944 (jobbra) egyes részeit mutatják.Ezek mind olyan csillagkeletkezési régiók, amelyek sok forró fiatal csillagot tartalmaznak, köztük számos fényes O színképtípusú csillagot.

A tipikus HR-diagramon a csillagok többsége a fő-sorozat görbéje mentén helyezkedik el. Ez a vonal azért hangsúlyos, mert mind a spektrális típus, mind a fényesség csak a csillag tömegétől függ, legalábbis nulladik rendű közelítéssel, amíg a csillag magjában hidrogént fuzionál - és szinte minden csillag ezzel tölti "aktív" élete nagy részét.
A csillag hőmérséklete határozza meg a spektrális típusát a fotoszférában lévő plazma fizikai tulajdonságaira gyakorolt hatásán keresztül. A csillag hullámhossz függvényében történő energia-kibocsátását a hőmérséklet és az összetétel egyaránt befolyásolja. Ennek az energiaeloszlásnak egyik legfontosabb mutatója a B - V színindex, amely szűrők segítségével méri a csillag magnitúdóját kék (B) és zöld-sárga (V) fényben. Ez a magnitúdókülönbség a csillag hőmérsékletének mértékét adja meg.

## Törpe terminológia

A fősorozatú csillagok összehasonlítása egyes spektrális osztályokban.

A fősorozatú csillagokat törpecsillagoknak is nevezik, de ez a terminológia részben történelmi eredetű, és kissé zavaró lehet. A hűvösebb csillagok esetében az olyan törpék, mint a vörös törpék, a narancssárga törpék és a sárga törpék valóban sokkal kisebbek és halványabbak, mint az ilyen színű csillagok. A forróbb kék és fehér csillagok esetében azonban a méret- és fényességkülönbség a fősorozatban lévő úgynevezett "törpe" csillagok és a fősorozatban nem lévő úgynevezett "óriás" csillagok között egyre kisebb. A legforróbb csillagok esetében a különbség közvetlenül nem megfigyelhető, és e csillagok esetében a "törpe" és "óriás" kifejezések a színképvonalakban mutatkozó különbségekre utalnak, amelyek jelzik, hogy a csillag a fősorozaton belül vagy kívül van-e. A "törpe" és "óriás" kifejezések a színképvonalakban mutatkozó különbségekre utalnak. Ennek ellenére a nagyon forró fősorozatú csillagokat néha még mindig törpéknek nevezik, annak ellenére, hogy méretük és fényességük nagyjából megegyezik az ilyen hőmérsékletű "óriás" csillagokéval.
A "törpe" általános használata a fősorozatra más szempontból is zavaró, mert vannak olyan törpecsillagok, amelyek nem fősorozatú csillagok. A fehér törpe például a halott mag, amely megmaradt, miután egy csillag levetette a külső rétegeit, és sokkal kisebb, mint egy fősorozatú csillag, nagyjából akkora, mint a Föld. Ezek jelentik sok fősorozatú csillag végső fejlődési szakaszát.

## Paraméterek
Ha a csillagot egy idealizált, fekete testnek nevezett energiasugárzónak tekintjük, akkor az L fényerősség és az R sugár a Stefan-Boltzmann-törvény segítségével kapcsolatba hozható a Teff effektív hőmérséklettel:
{\displaystyle L=4\pi \sigma R^{2}T_{\text{eff}}^{4}}
Egy csillag tömege, sugara és fényessége szorosan összefügg egymással, és ezek értékei három összefüggéssel közelíthetők. Az első a Stefan-Boltzmann-törvény, amely a fényerősséget L, a sugarat R és a felszíni hőmérsékletet Teff kapcsolja össze. A második a tömeg-fényesség összefüggés, amely a fényerősséget L és a tömeget M kapcsolja össze. Végül az M és R közötti kapcsolat közel lineáris. Az M és az R aránya az M 2,5 nagyságrendje felett mindössze háromszorosára nő. Ez az összefüggés nagyjából arányos a csillag belső hőmérsékletével TI, és rendkívül lassú növekedése azt tükrözi, hogy a magban az energiatermelés sebessége erősen függ ettől a hőmérséklettől, míg a tömeg-fényesség összefüggéshez kell illeszkednie. Így a túl magas vagy túl alacsony hőmérséklet csillagászati instabilitást eredményez.

### Minta paraméterek
Az alábbi táblázat a fő szekvencia mentén elhelyezkedő csillagok tipikus értékeit mutatja. A fényerősség (L), a sugár (R) és a tömeg (M) értékei a Naphoz - egy G2 V színképi besorolású törpecsillaghoz vannak viszonyítva . A csillagok tényleges értékei akár 20-30%-kal is eltérhetnek az alább felsorolt értékektől.
| Csillagosztály | Sugár (R☉) | Tömeg (M☉) | Fényesség (L☉) | Hőmérséklet (K) | Példák                            |
| -------------- | ---------- | ---------- | -------------- | --------------- | --------------------------------- |
| O2             | 12         | 100        | 800,000        | 50,000          | BI 253                            |
| O6             | 9,8        | 35         | 180,000        | 38,000          | Theta Orionis C                   |
| B0             | 7,4        | 18         | 20,000         | 30,000          | Phi Orionis                       |
| B5             | 3,8        | 6,5        | 800            | 16,400          | Pi Andromedae A                   |
| A0             | 2,5        | 3,2        | 80             | 10,800          | Alphekka (Alpha Coronae Borealis) |
| A5             | 1,7        | 2,1        | 20             | 8,620           | Beta Pictoris                     |
| F0             | 1,3        | 1,7        | 6              | 7,240           | Porrima (Gamma Virginis)          |
| F5             | 1,2        | 1,3        | 2,5            | 6,540           | Eta Arietis                       |
| G0             | 1,05       | 1,10       | 1,26           | 5,920           | Beta Comae Berenices              |
| G2             | 1,00       | 1,00       | 1,00           | 5,780           | Nap                               |
| G5             | 0,93       | 0,93       | 0,79           | 5,610           | Alpha Mensae                      |
| K0             | 0,85       | 0,78       | 0,40           | 5,240           | 70 Ophiuchi A                     |
| K5             | 0,74       | 0,69       | 0,16           | 4,410           | 61 Cygni A                        |
| M0             | 0,51       | 0,60       | 0,072          | 3,800           | Lacaille 8760                     |
| M5             | 0,18       | 0,15       | 0,0027         | 3,120           | EZ Aquarii A                      |
| M8             | 0,11       | 0,08       | 0,0004         | 2,650           | VB 10                             |
| L1             | 0,09       | 0,07       | 0,00017        | 2,200           | 2MASS J0523−1403                  |

## Energiatermelés
Minden fősorozatú csillagnak van egy magvidéke, ahol az energia magfúzióval keletkezik. Ennek a magnak a hőmérséklete és sűrűsége olyan szinten van, amely szükséges a csillag fennmaradó részének fenntartásához szükséges energiatermeléshez. Az energiatermelés csökkenése azt eredményezné, hogy a fedőtömeg összenyomná a magot, ami a magasabb hőmérséklet és nyomás miatt a fúziós sebesség növekedését eredményezné. Hasonlóképpen, az energiatermelés növekedése a csillag tágulását okozná, csökkentve a magban lévő nyomást. Így a csillag egy hidrosztatikus egyensúlyban lévő önszabályozó rendszert alkot, amely a fősorozat élettartama alatt stabil.
A fősorozatú csillagok kétféle hidrogénfúziós folyamatot alkalmaznak, és az egyes típusok energiatermelésének mértéke a magterület hőmérsékletétől függ. A csillagászok a fősorozatot felső és alsó részre osztják aszerint, hogy a kettő közül melyik a domináns fúziós folyamat. Az alsó fősorozatban az energia elsősorban a proton-proton lánc eredményeként keletkezik, amely a hidrogént egy sor lépésben közvetlenül fuzionálja össze héliummá. A felső fősorozatban lévő csillagok magjának hőmérséklete kellően magas ahhoz, hogy hatékonyan használják a CNO-ciklust. Ez a folyamat szén-, nitrogén- és oxigénatomokat használ közvetítőként a hidrogén héliummá fúziójának folyamatában.
A csillagmag 18 millió Kelvin hőmérsékletén a PP-folyamat és a CNO-ciklus egyformán hatékony, és mindkét típus a csillag nettó fényerejének felét termeli. Mivel ez egy körülbelül 1,5 M☉ tömegű csillag maghőmérséklete, a felső fősorozatot az e tömeg feletti csillagok alkotják. Így nagyjából az F vagy hidegebb színképosztályú csillagok az alsó fősorozatba tartoznak, míg az A típusú vagy annál forróbb csillagok a felső fősorozat csillagai. A primerenergia-termelésben az egyik formából a másikba való átmenet egy naptömegnél kisebb tartománykülönbségre terjed ki. Az egy naptömegű Napban, az energiának mindössze 1,5%-át állítja elő a CNO-ciklus. Ezzel szemben az 1,8 M☉ vagy annál nagyobb tömegű csillagok szinte teljes energiatermelésüket a CNO-cikluson keresztül állítják elő.
A megfigyelt felső határ egy fősorozatú csillag esetében 120-200 M☉. Ennek a határnak az elméleti magyarázata az, hogy az e tömeg feletti csillagok nem tudnak elég gyorsan energiát sugározni ahhoz, hogy stabilak maradjanak, így minden további tömeg pulzációk sorozatában fog kilökődni, amíg a csillag el nem éri a stabil határértéket. A tartós proton-proton magfúzió alsó határa körülbelül 0,08 M☉, vagyis a Jupiter tömegének 80-szorosa. E küszöbérték alatt vannak a hidrogénfúzió fenntartására képtelen szubsztelláris objektumok, az úgynevezett barna törpék

## Szerkezet
Ez az ábra egy Nap-szerű csillag belsejét mutatja, melyen a belső szerkezet látható.

Belső szerkezet

Mivel a mag és a felszín, vagyis a fotoszféra között hőmérsékletkülönbség van, az energia kifelé áramlik. Ennek az energiaszállításnak két módja a sugárzás és a konvekció. A sugárzási zóna, ahol az energiát sugárzás szállítja, stabil a konvekcióval szemben, és a plazma csak nagyon kevéssé keveredik. Ezzel szemben a konvekciós zónában az energiát a plazma tömeges mozgása szállítja, a forróbb anyag felfelé, a hidegebb anyag pedig lefelé száll. A konvekció a sugárzásnál hatékonyabb módja az energiaszállításnak, de csak olyan körülmények között jön létre, amelyek meredek hőmérsékleti gradienst hoznak létre.
A masszív csillagokban (10 M☉ felett) a CNO-ciklus által termelt energia sebessége nagyon érzékeny a hőmérsékletre, ezért a fúzió erősen koncentrálódik a magban. Következésképpen a mag régióban nagy a hőmérsékleti gradiens, ami egy konvekciós zónát eredményez a hatékonyabb energiaszállítás érdekében. Ez az anyagkeveredés a mag körül eltávolítja a héliumhamut a hidrogénégető régióból, így a csillagban lévő hidrogénből több fogyhat el a fősorozat élettartama alatt. A masszív csillag külső régiói sugárzás útján szállítják az energiát, kevés konvekcióval vagy annak hiányában
A közepes tömegű csillagok, mint például a Szíriusz, elsősorban sugárzás útján szállíthatnak energiát, egy kis magkonvekciós régióval.  A közepes tömegű, kis tömegű csillagok, mint például a Nap, egy konvekcióval szemben stabil magterülettel rendelkeznek, a felszínhez közeli konvekciós zónával, amely összekeveri a külső rétegeket. Ez egy héliumban gazdag mag állandó felépítését eredményezi, amelyet egy hidrogénben gazdag külső régió vesz körül. Ezzel szemben a hűvös, nagyon kis tömegű csillagok (0,4 M☉ alatt) végig konvektívek, így a magban keletkező hélium eloszlik a csillagban, ami viszonylag egyenletes légkört és arányosan hosszabb fősorozati élettartamot eredményez.

## Fényerősség-színváltozás

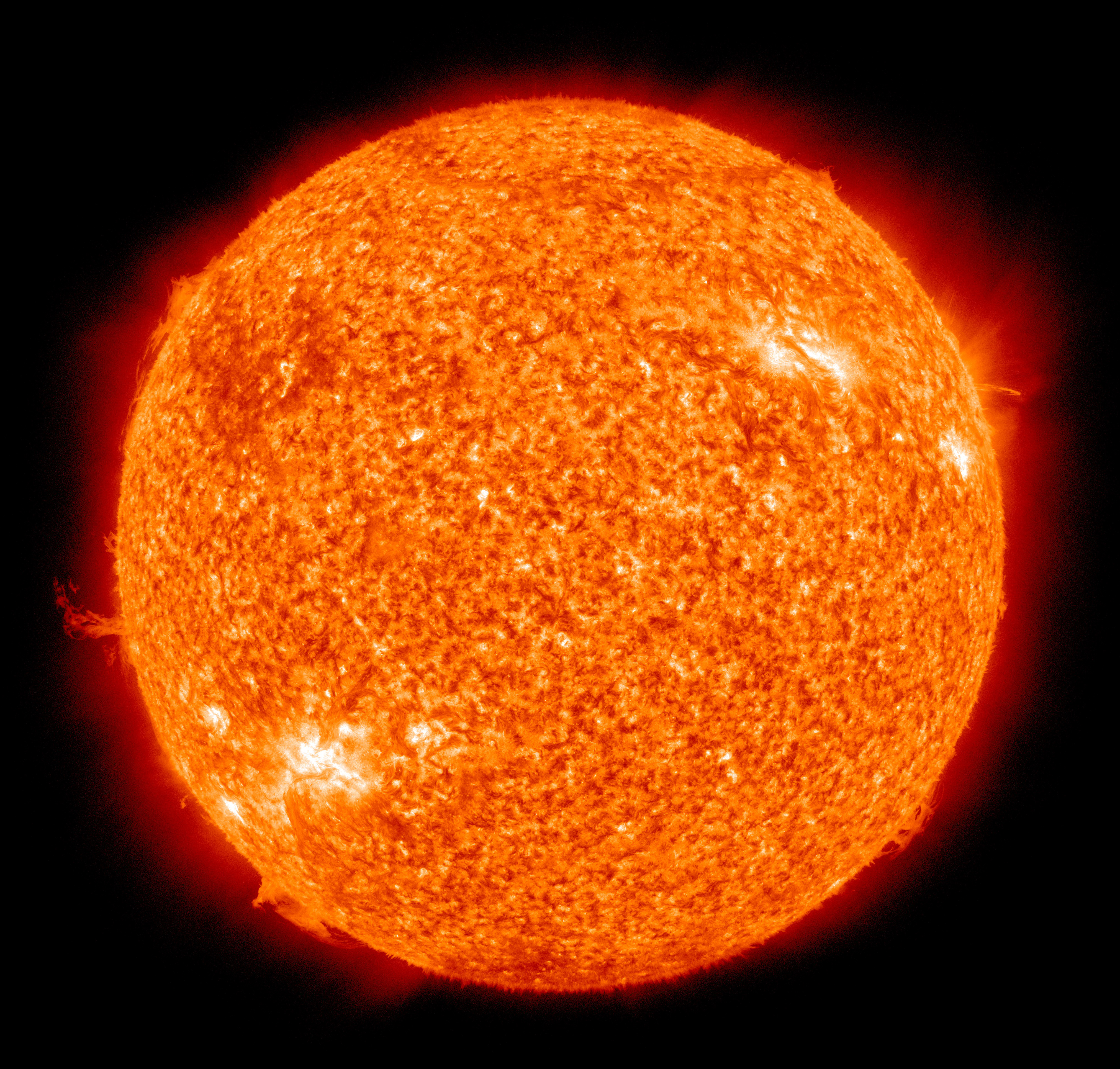
A Nap a legismertebb példa a fősorozatú csillagokra.

Ahogy a fősorozatú csillagok magjában felhalmozódik a nem fúziós hélium hamuja, a hidrogén tömegegységre jutó mennyiségének csökkenése a fúziós sebesség fokozatos csökkenését eredményezi a tömegen belül. Mivel a csillag magasabb rétegeit a fúzióból származó energia kiáramlása tartja fenn, a mag összenyomódik, ami magasabb hőmérsékletet és nyomást eredményez. Mindkét tényező növeli a fúzió sebességét, így az egyensúly egy kisebb, sűrűbb, forróbb mag felé mozdul el, amely több energiát termel, és amelynek megnövekedett kiáramlása a magasabb rétegeket egyre kijjebb tolja. Így a csillag fényessége és sugara az idő múlásával folyamatosan növekszik. Például a korai Nap fényessége a jelenlegi értékének csak mintegy 70%-a volt. Ahogy egy csillag öregszik, ez a fényességnövekedés megváltoztatja a HR-diagramon elfoglalt helyét. Ez a hatás a fősorozat sávjának kiszélesedését eredményezi, mivel a csillagokat életük véletlenszerű szakaszaiban figyelik meg. Vagyis a HR-diagramon a fősorozati sáv vastagságot alakít ki; nem egyszerűen egy keskeny vonal.
További tényezők, amelyek kiszélesítik a HR-diagramon a fősorozati sávot, a csillagok távolságának bizonytalansága és a fel nem oldott kettőscsillagok jelenléte, amelyek megváltoztathatják a megfigyelt csillagparamétereket. Azonban még a tökéletes megfigyelés is homályos fősorozatot mutatna, mivel a tömeg nem az egyetlen paraméter, amely befolyásolja egy csillag színét és fényességét. A kezdeti bőségek, a csillag fejlődési állapota, egy közeli kísérővel való kölcsönhatás, a gyors forgás, vagy egy mágneses mező okozta kémiai összetételbeli eltérések mind-mind kissé megváltoztathatják egy fősorozatú csillag HR-diagramjának pozícióját, hogy csak néhány tényezőt említsünk. Vannak például fémszegény csillagok (amelyekben a héliumnál magasabb atomszámú elemek nagyon kis mennyiségben fordulnak elő), amelyek közvetlenül a fősorozat alatt helyezkednek el, és amelyeket szubtörpéknek neveznek. Ezek a csillagok magjukban hidrogént fuzionálnak, és így a kémiai összetétel eltérései által okozott fősorozat homályosságának alsó szélét jelölik.
A HR-diagram közel függőleges régióját, az úgynevezett instabilitási sávot a Cepheid-változóknak nevezett pulzáló változócsillagok foglalják el. E csillagok magnitúdója rendszeres időközönként változik, ami pulzáló megjelenést kölcsönöz nekik. A sáv a fősorozat felső részét az egy és két naptömeg közötti A és F osztályú csillagok régiójában metszi. A fősorozat felső részét metsző instabilitási sávnak ezen a részén található pulzáló csillagokat Delta Scuti-változóknak nevezik. Az ebben a régióban lévő fősorozatú csillagoknál csak kis magnitúdóváltozások tapasztalhatók, ezért ezt a változást nehéz kimutatni. 45 Az instabil fősorozatú csillagok más osztályai, mint például a Beta Cephei változók, nem kapcsolódnak ehhez az instabilitási sávhoz.

## Élethossz

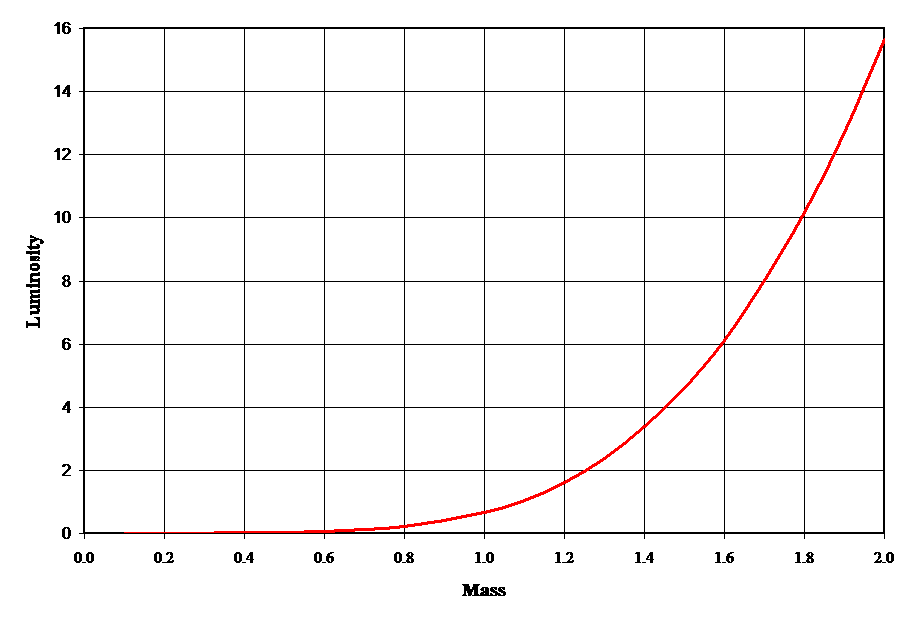
Ez a grafikon a tömeg-fényesség kapcsolatra mutat példát a nulla korú fősorozatú csillagok esetében. A tömeg és a fényesség a mai Naphoz viszonyítva van megadva.

A csillag által a hidrogén magfúziója révén előállítható teljes energiamennyiséget a magban elhasználható hidrogén üzemanyag mennyisége korlátozza. Egy egyensúlyban lévő csillag esetében a magban keletkező hőenergiának legalább akkorának kell lennie, mint a felszínen kisugárzott energiának. Mivel a luminozitás adja meg az egységnyi idő alatt kisugárzott energia mennyiségét, a teljes élettartam első közelítésben úgy becsülhető meg, mint a teljes termelt energia osztva a csillag luminozitásával.
Egy legalább 0,5 M☉ -es csillag esetében, amikor a magjában lévő hidrogénkészlet kimerül, és vörös óriássá tágul, elkezdheti a héliumatomok fúzióját szénné. A héliumfúziós folyamat tömegegységre vetített energiakibocsátása csak körülbelül a tizede a hidrogénfolyamat energiakibocsátásának, és a csillag fényessége megnő, ami azt eredményezi, hogy ebben a szakaszban a főszekvencia-életkorhoz képest sokkal rövidebb ideig tart. (Például a Nap az előrejelzések szerint 130 millió évig égeti a héliumot, szemben a hidrogén égetésével töltött körülbelül 12 milliárd évvel.) Így a megfigyelt 0,5 M☉ feletti csillagok körülbelül 90%-a a fősorozatban lesz. Átlagosan a fősorozatú csillagokról ismert, hogy egy empirikus tömeg-fényesség összefüggést követnek. A csillag fényessége (L) nagyjából arányos a teljes tömeggel (M) a következő hatványtörvény szerint:
{\displaystyle L\ \propto \ M^{3.5}}
Ez az összefüggés a 0,1-50 M☉ tartományba eső fősorozatú csillagokra vonatkozik.
A magfúzióhoz rendelkezésre álló üzemanyag mennyisége arányos a csillag tömegével. Így egy fősorozatú csillag élettartamát a Nap fejlődési modelljével összehasonlítva lehet megbecsülni. A Nap körülbelül 4,5 milliárd éve fősorozatú csillag, és 6,5 milliárd év múlva vörös óriássá fog válni,   vagyis a teljes fősorozatú élettartama nagyjából 10^10 év. Ebből következően:
{\displaystyle \tau _{\text{MS}}\approx 10^{10}{\text{évek}}\left[{\frac {M}{M_{\bigodot }}}\right]\left[{\frac {L_{\bigodot }}{L}}\right]=10^{10}{\text{évek}}\left[{\frac {M}{M_{\bigodot }}}\right]^{-2.5}}
Bár a nagyobb tömegű csillagok több üzemanyagot égetnek el, és intuitív módon várhatóan hosszabb élettartamúak lesznek, a tömegük növekedésével arányosan nagyobb mennyiséget sugároznak ki. Ezt a csillagok állapotegyenlete követeli meg; ahhoz, hogy egy nagy tömegű csillag egyensúlyban maradjon, a magban keletkező sugárzott energia kifelé irányuló nyomásának nemcsak hogy meg kell, de meg is kell nőnie, hogy megfeleljen a burok belső gravitációs nyomásának. Így a legnagyobb tömegű csillagok mindössze néhány millió évig maradhatnak a fősorozatban, míg a naptömeg tizedénél kisebb tömegű csillagok akár több mint trillió évig is fennmaradhatnak.
A pontos tömeg-fényesség kapcsolat attól függ, hogy milyen hatékonyan tud energiát szállítani a magból a felszínre. A nagyobb homályosság szigetelő hatású, ami több energiát tart vissza a magban, így a csillagnak nem kell annyi energiát termelnie ahhoz, hogy hidrosztatikus egyensúlyban maradjon. Ezzel szemben az alacsonyabb opacitás azt jelenti, hogy az energia gyorsabban távozik, és a csillagnak több üzemanyagot kell elégetnie ahhoz, hogy egyensúlyban maradjon. A kellően magas opacitás konvekció útján történő energiaszállítást eredményezhet, ami megváltoztatja az egyensúlyban maradáshoz szükséges feltételeket.
A nagy tömegű fősorozatú csillagokban az opacitást az elektronszórás uralja, amely a hőmérséklet növekedésével közel állandó. Így a fényesség csak a csillag tömegének kockájával nő. A 10 M☉ alatti csillagok esetében az opacitás a hőmérséklettől függővé válik, ami azt eredményezi, hogy a fényesség körülbelül a csillag tömegének negyedik hatványaként változik. A nagyon kis tömegű csillagok esetében a légkörben lévő molekulák is hozzájárulnak az opacitáshoz. Körülbelül 0,5 M☉ alatt a csillag fényessége a tömeg 2,3-as hatványával változik, ami a tömeg és a fényesség grafikonjának meredekségének ellaposodását eredményezi. Azonban még ezek a finomítások is csak közelítésnek tekinthetők, és a tömeg-fényesség összefüggés a csillag összetételétől függően változhat.

## Evolúciós pályák
Amikor egy fősorozatú csillag elhasználta a magjában lévő hidrogént, az energiatermelés elvesztése miatt a gravitációs összeomlás újraindul, és a csillag kilép a fősorozatból. Azt az utat, amelyet a csillag a HR-diagramon keresztül követ, evolúciós pályának nevezzük.
magja megáll, de az ebben a tömegtartományban lévő csillagok fősorozati élettartama hosszabb, mint a világegyetem jelenlegi kora, így egyetlen csillag sem elég idős ahhoz, hogy ez bekövetkezzen.
A 0,23 M☉-nél nagyobb tömegű csillagokban a héliummagot körülvevő hidrogén eléri a megfelelő hőmérsékletet és nyomást ahhoz, hogy fúzióba lépjen, és hidrogénégető héj alakuljon ki, ami a csillag külső rétegeinek tágulását és lehűlését okozza. Azt a szakaszt, amikor ezek a csillagok eltávolodnak a fősorozattól, szubóriás ágnak nevezzük; viszonylag rövid ideig tart, és hézagként jelenik meg a fejlődési pályán, mivel kevés csillagot figyelnek meg ezen a ponton.
Amikor az alacsony tömegű csillagok héliummagja degenerálódik, vagy a közepes tömegű csillagok külső rétegei eléggé lehűlnek ahhoz, hogy átlátszatlanná váljanak, hidrogénhéjuk hőmérséklete megnő, és a csillagok fényesebbé válnak. Ezt nevezzük vörös óriás ágnak; ez egy viszonylag hosszú életű szakasz, és a H-R-diagramokon jól látható. Ezek a csillagok végül fehér törpeként fejezik be életüket.
A legnagyobb tömegű csillagok nem válnak vörös óriássá; ehelyett a magjuk gyorsan elég forróvá válik ahhoz, hogy héliumot és végül nehezebb elemeket fuzionáljon, és szuperóriásoknak nevezik őket. Ezek megközelítőleg vízszintes fejlődési pályát követnek a fősorozattól a H-R diagram tetején keresztül. A szuperóriások viszonylag ritkák, és a legtöbb H-R diagramon nem jelennek meg kiemelkedően. Magjuk végül összeomlik, ami általában szupernóvához vezet, és vagy neutroncsillagot vagy fekete lyukat hagy maga után.
Ha egy csillaghalmaz nagyjából egy időben keletkezik, akkor e csillagok fősorozati élettartama az egyéni tömegüktől függ. A legnagyobb tömegű csillagok hagyják el először a fősorozatot, majd őket követik az egyre kisebb tömegű csillagok. Azt a helyet, ahol a halmaz csillagai elhagyják a fősorozatot, elágazási pontnak nevezzük. Ha ismerjük a csillagok főszekvenciás élettartamát ezen a ponton, akkor megbecsülhetővé válik a halmaz kora.